# Wólka Duża
Wólka Duża (dawn. Wólka Goła) – wieś w Polsce położona w województwie podlaskim, w powiecie wysokomazowieckim, w gminie Wysokie Mazowieckie.
W latach 1975–1998 miejscowość administracyjnie należała do województwa łomżyńskiego.
Wierni kościoła rzymskokatolickiego należą do parafii św. Stanisława Biskupa i Męczennika w Dąbrowie Wielkiej.

## Historia
Jeszcze w 1. połowie XX w. Wólka Goła. 
W roku 1827 miejscowość liczyła 20 domów i 126. mieszkańców. Pod koniec XIX w. wieś drobnoszlachecka w powiecie mazowieckim, gmina Szepietowo, parafia Dąbrowa Wielka.
W roku 1921 w Wólce Gołej było 23 budynki z przeznaczeniem mieszkalnym i 145. mieszkańców (70. mężczyzn i 75 kobiet). Wszyscy podali narodowość polską i wyznanie rzymskokatolickie.